# پدرائو (بازیکن فوتبال)
کریستانو فلورنسیو دا سیلوا (به پرتغالی: Christiano Florêncio da Silva) معروف به پدرائو (Pedrão) بازیکن فوتبال در پست مهاجم اهل برزیل است که در شهر Jaboticabal و در تاریخ ۵ آوریل ۱۹۷۸ به دنیا آمده‌است.

## باشگاهی
پدرائو در تیم های فوتبال سئونگنام و الشباب امارات سابقهٔ حضور دارد.